# تلمبه ۲۲ بهمن
تلمبه ۲۲ بهمن یک منطقهٔ مسکونی در ایران است که در دهستان نگار واقع شده‌است.